# Ildefonsa Múgica Azcárate
Ildefonsa Múgica Azcárate (Echarri-Aranaz, 21 de abril de 1888[cita requerida] - Pamplona, 1987), también conocida como Hilda Múgica o aún más conocida como Hilda Francés, fue una pianista y directora española de orquesta, considerada una de las primeras directoras de orquesta del mundo.

## Biografía
Tras terminar su formación básica acude a Madrid, en donde realiza los estudios de piano en el Conservatorio con la calificación de sobresaliente. Al acabar el periodo de formación se instala en Pamplona pasando a colaborar con el Orfeón Pamplonés.
En 1917 contrae matrimonio con el músico Leopoldo Francés Marín en la ciudad de La Habana y tras breve estancia en Cuba, la pareja se desplaza a la ciudad de Tampa en Florida, donde Leopoldo ya había trabajado previamente. En esta misma época se da la coincidencia de que el hermano de Ildefonsa, Ignacio Múgica, tenía su residencia también en Estados Unidos.
De Florida, el matrimonio de Ildefonsa y Leopoldo viaja a Nueva York. Y allí, en la primera quincena de 1925, Ildefonsa inicia su carrera como directora de orquesta en el teatro lírico de Nueva York dirigiendo la zarzuela "La montería" del maestro Guerrero, con la tiple Carmen Gaona en el papel femenino protagonista. Sin embargo, no va a ser hasta 1928 que el matrimonio traslade su residencia a Nueva York. Leopoldo trabaja allí en una academia de canto y ambos pasan a ser bien conocidos en los centros teatrales y musicales neoyorkinos.
1928 es, quizás, el año de mayor actividad de Ildefonsa en Nueva York, dirigiendo obras como "Cavalleria Rusticana" de Mascagni, la opereta "Molinos de viento" de Pablo Luna y Luis Pascual Frutos y la zarzuela "El billete de baile" en el teatro Star Casino con la compañía de ópera, opereta y zarzuela "Ángel Soto". En el teatro Apolo, teatro hispano de Nueva York, dirige de nuevo con "inteligente e indispensable concurso" "La montería". En ese mismo año el matrimonio viaja a España como parte de un paréntesis de reposo que se va a prolongar varios meses. El 23 de septiembre de 1928, mientras asisten al sainete "La mejor del puerto" en el teatro Novedades, éste se incendia. El matrimonio resulta ileso del siniestro.
De vuelta Nueva York, Hilda sigue trabajando con su orquesta en los numerosos clubes y sociedades vasco-españolas que hay en la ciudad. En 1929, se estrena Hilda con la orquesta Odeón en el Teatro Apolo, acompañando a la canzonetista Pilar Arcos y al barítono Fortunio Bonanova, especializado en tangos.
En 1930, dirige de nuevo la ópera "Cavallería Rusticana" en el New Palm Garden y la opereta "Pícaros celos".
En el teatro San José, que abrió sus puertas en Nueva York el 28 de septiembre de 1931, en junio del mismo año, el día 24 con la compañía de Sergio Rojas, con Antonio Rodríguez como director artístico, actúa Hilda como concertista
El 8 de diciembre de 1933 Hilda Francés codirige con el maestro Ramón de Julián la compañía de revistas hispanoamericana Rendón, debutando en el teatro Cervantes de Madrid con la revista "Cascabelitos de Oro".
En su edad madura se dedicó a la docencia dando clases particulares de solfeo y piano en Pamplona, actividad que cesó en 1974.